# Beat It (1918)
Beat It é um curta-metragem norte-americano de 1918, do gênero comédia, estrelado por Harold Lloyd.

## Elenco
- Harold Lloyd
- Snub Pollard
- Bebe Daniels
- William Blaisdell
- Sammy Brooks
- Lige Conley - (como Lige Cromley)
- William Gillespie

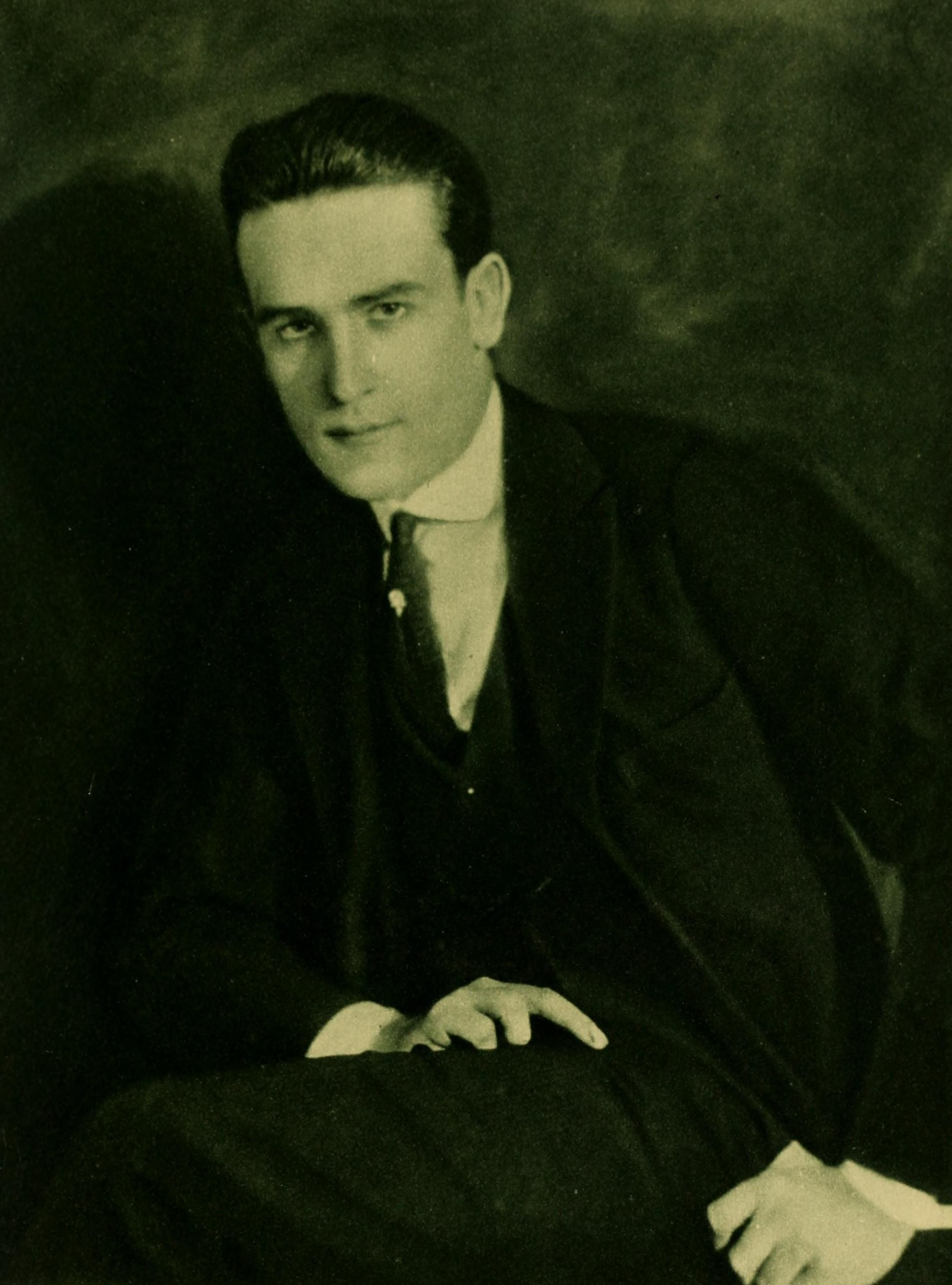
Harold Lloyd

- Maynard Laswell - (como M.A. Laswell)
- Gus Leonard
- Belle Mitchell
- William Strohbach - (como William Strawback)
- Dorothea Wolbert
- King Zany - (como Charles Dill)